# Машинский, Александр Васильевич
Александр Васильевич Машинский (1 мая 1902, Елисаветград, Херсонская губерния — 8 августа 1980, Филадельфия, Пенсильвания) — советский архитектор и театральный художник. Автор типовых проектов школ и библиотек.

## Биография
Родился 1 мая 1902 года в Елизаветграде (ныне Кропивницкий, Украина) в семье ремесленника-жестянщика. В 1916 году окончил живописно-малярно-ремесленное училище, получив специальность альфрейщика-декоратора. В 1916—1917 годах работал на строительстве в Елизаветграде в качестве альфрейщика. В конце 1917 года добровольцем вступил в Красногвардейский Елисаветградский революционный отряд, и в 1918 году отправился на фронт. В бою с немецко-гайдамацкими частями у станции Фундуклеевка был ранен. После излечения служил в продотряде экспедиции Наркомпрода, в составе отряда участвовал в подавлении Григорьевского восстания.
В 1920 году был командирован в Москву на учёбу. Поступил на подготовительное отделение ВХУТЕМАСа, а в 1921 году был зачислен на рабфак ВХУТЕМАСа. В 1923 году поступил на архитектурный факультет ВХУТЕИНа. Параллельно с учёбой работал театральным художником. Выполнил оформление спектаклей «Инженер Семптон» в Педагогическом театре (1923, режиссёр Г. Л. Рошаль) и «Ватага» в театре Пролеткульта (1925, по пьесе Ф. В. Гладкова). В 1929 году окончил ВХУТЕИН, а в 1930 году получил диплом со званием архитектора. Учился у А. А. Веснина и Н. А. Ладовского.
Во время учёбы занимался архитектурной практикой. В 1926 году работал на строительства Дворца Труда в Ростове-на-Дону. В конце 1927—1928 годах совместно с В. Н. Симбирцевым выполнил проект маслобойного завода в Урюпинске, который был осуществлён в натуре. В 1928 году был арестован и сослан в город Усолье на Каме, где до 1929 года работал на строительстве клуба. В 1929 году вернулся в Москву и был восстановлен в институте.
Как член ВОПРА принимал участие в ряде архитектурных конкурсов. Среди его конкурсных проектов Дом промышленности ВСНХ (1930, совместно с В. Н. Симбирцевым, 4-я премия), Дворец культуры Пролетарского района (1930, совместно с В. Н. Симбирцевым), Большой синтетический театр в Свердловске (1932, совместно с Н. А. Кругловым), Театр массового музыкального действа в Харькове (1930—1931, совместно с Н. А. Кругловым), клуб-дворец культуры в Златоусте (1931, премия), дом правительства Крыма (1931, 1-я премия), дворец культуры Казани (1932). В 1932 году в качестве руководителя группы студентов выполнил проект Дворца труда МОСПС в Москве, поданный от Архитектурно-конструкторского института. Этот проект получил высокую оценку жюри. По словам архитектора А. Г. Мордвинова, в данном проекте была «интересно задуманная система всех зал собраний, конференций и зала съездов, включая и колонный зал Дома союзов, связанных широкой анфиладой фойе, дающих разнообразные возможности проведения конференций, съездов и деловых собраний, не нарушая повседневной работы профсоюзов».
С 1930 года, после окончания института, работал в Промстройпроекте, где занимался проектированием промышленных и гражданских объектов. В 1932 году поступил в сануправление Кремля на должность помощника главного архитектора. В том же году стал архитектором 3-й мастерской Моссовета (руководитель И. А. Фомин). В 1934 году совместно с А. Е. Аркиным выполнил проекты Дворца культуры в Казани и жилого дома Наркомтяжпрома на 1-й Мещанской улице Москвы (ныне проспект Мира). Выполненный в 1933 году Мошинским и Аркиным проект Дома культуры в Златоусте был принят к постройке. В 1936 году проект жилого дома Наркомтяжпрома на 1-й Мещанской улице был утверждён, однако его строительство так и не началось. В несколько изменённом виде этот проект был воплощён как жилой дом НКПС в 1940 году по адресу: Беговая улица, 4.
В середине 1930-х годов, как и многие его московские коллеги, занимался разработкой типовых проектов школ. Так в 1935 году он выполнил проект школы, выстроенной на улице Буженинова, 44/46. По оценке искусствоведа Д. М. Арановича, этот проект «отличается компактной внутренней планировкой и хорошей прорисовкой элементов внешней архитектуры. Благодаря тому, что ориентация позволила ему вывести на главный фасад не классы, а коридоры, у А. Машинского оказалось много композиционных возможностей. Бесспорная заслуга архитектора заключается в том, что он сумел их использовать». Этот проект стал типовым и получил широкое распространение в Москве: Берниковская набережная, 12; Малая Бронная улица, 7; улица Буженинова, 44/46; Бутырская улица, 42; 1-я Мясниковская улица, 16; Новосущёвская улица, 20; Первомайская улица, 42; 3-я Рощинская улица, 9а; Тетеринский переулок, 4 и другие (всего 13 зданий).
С 1936 года работал в особой мастерской Наркомата Обороны под руководством К. С. Алабяна. В 1937—1940 годах работал автором-архитектором в Теапроекте, где занимался проектированием театров. В 1938 году выполнил типовой проект театра на 1200 мест. Разработанный А. В. Машинским в 1939 году проект театра для Коломны подвергся критике со стороны архитектора М. О. Барща. Этот театр был начат строительством в 1940 году, но после начала Великой Отечественной войны работы были прекращены.
С 1941 по 1945 год работал в Академии архитектуры СССР в должности старшего научного сотрудника. После окончания войны работал в архитектурной мастерской Горстройпроекта. Вместе с А. Е. Аркиным вернулся к проектированию реконструкции 1-й Мещанской улицы (проспекта Мира). В 1947 году ими был разработан проект застройки Колхозной площади. В 1950—1953 по проекту А. Е. Аркина и А. В. Машинского был построен жилой дом Метростроя по адресу: проспект Мира, 38. В этот дом был встроен вестибюль станции «Ботанический сад» (ныне «Проспект Мира») Кольцевой линии Московского метрополитена. В 1952 году по проекту А. В. Машинского и Б. С. Мезенцева был построен жилой дом по адресу: проспект Мира, 70.
В конце 1940-х годов А. В. Машинский был репрессирован и выслан в Магадан. Продолжал работать архитектором в тресте «Дальстрой», построил в городе ряд зданий, среди которых инфекционный корпус больницы (1950—1951) и жилой дом на 74 квартиры (1951—1955). Спроектировал и построил Магаданский Дворец спорта, открытый в 1954 году. В 1988 году здание было взято под охрану в качестве объекта культурного наследия регионального значения.
Вернувшись в Москву из Магадана в середине 1950-х годов, А. В. Машинский работал в проектном институте «Гипротеатр», где занимался проектированием театров, клубов и библиотек. В 1956 году разработал типовой проект библиотеки на 500000 томов. По этому проекту были построены Вологодская областная универсальная научная библиотека имени И. В. Бабушкина (1963), Владимирская областная научная библиотека (1964), Калужская областная научная библиотека имени В. Г. Белинского (1966) и Курская областная научная библиотека имени Н. Н. Асеева (1965, проект доработан архитектором М. Л. Теплицким).
Член Союза архитекторов СССР с 1932 года. В 1931—1934 годах избирался депутатом Октябрьского районного совета Москвы. С 1931 по 1935 год преподавал в Высшем архитектурно-строительном институте (ныне МАРХИ). Был исключён из Союза архитекторов в 1949 году как репрессированный, восстановлен в 1956 году.
Жил в Москве в доме 70 по проспекту Мира, построенном по его проекту. В 1960-х годах вышел на пенсию. В 1978 году эмигрировал в США. Умер 8 августа 1980 года в Филадельфии. Похоронен в городе Парамус, штат Нью-Джерси.

Реализованные проекты
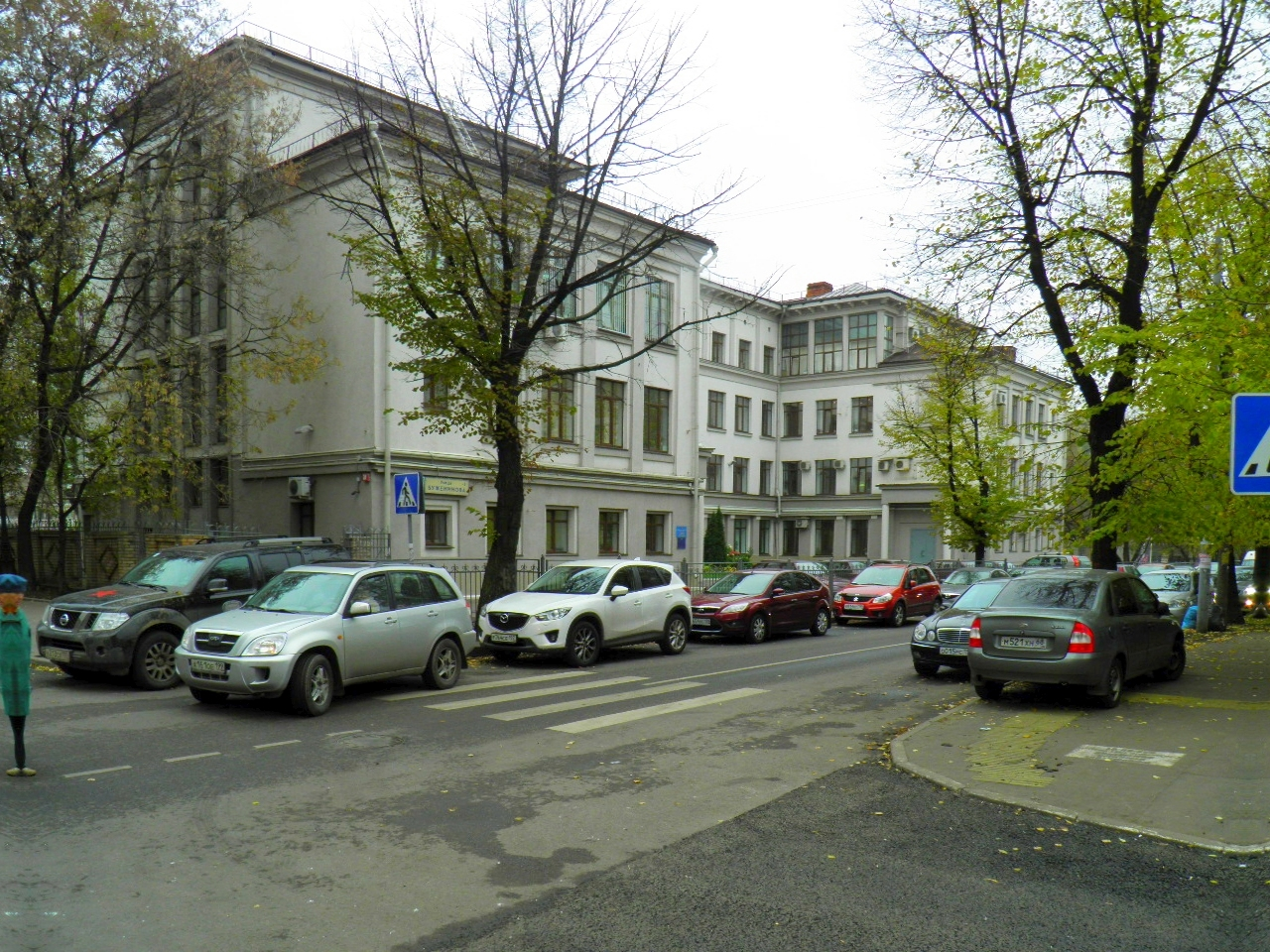
Школа на улице Буженинова в Москве
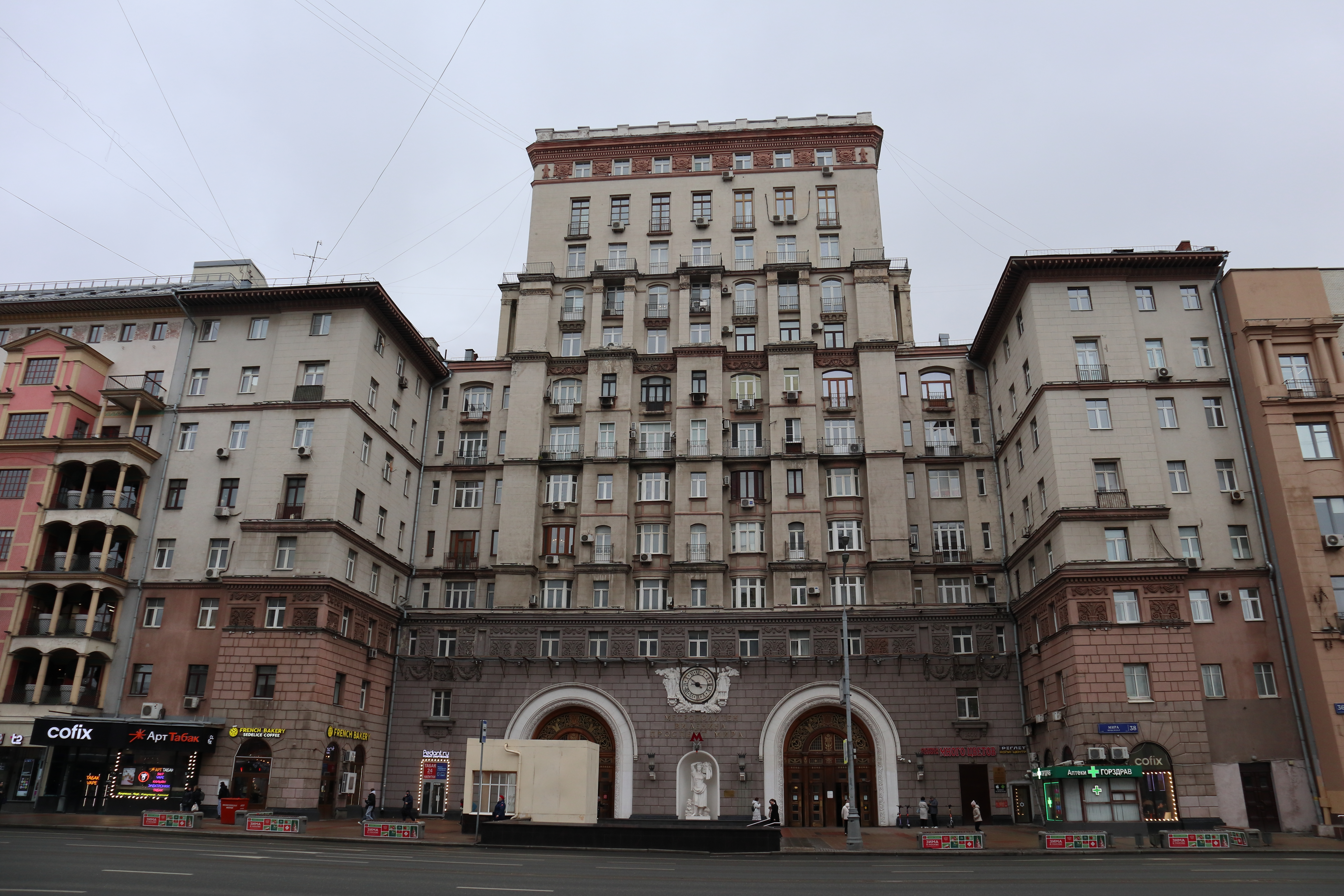
Дом 38 по проспекту Мира в Москве
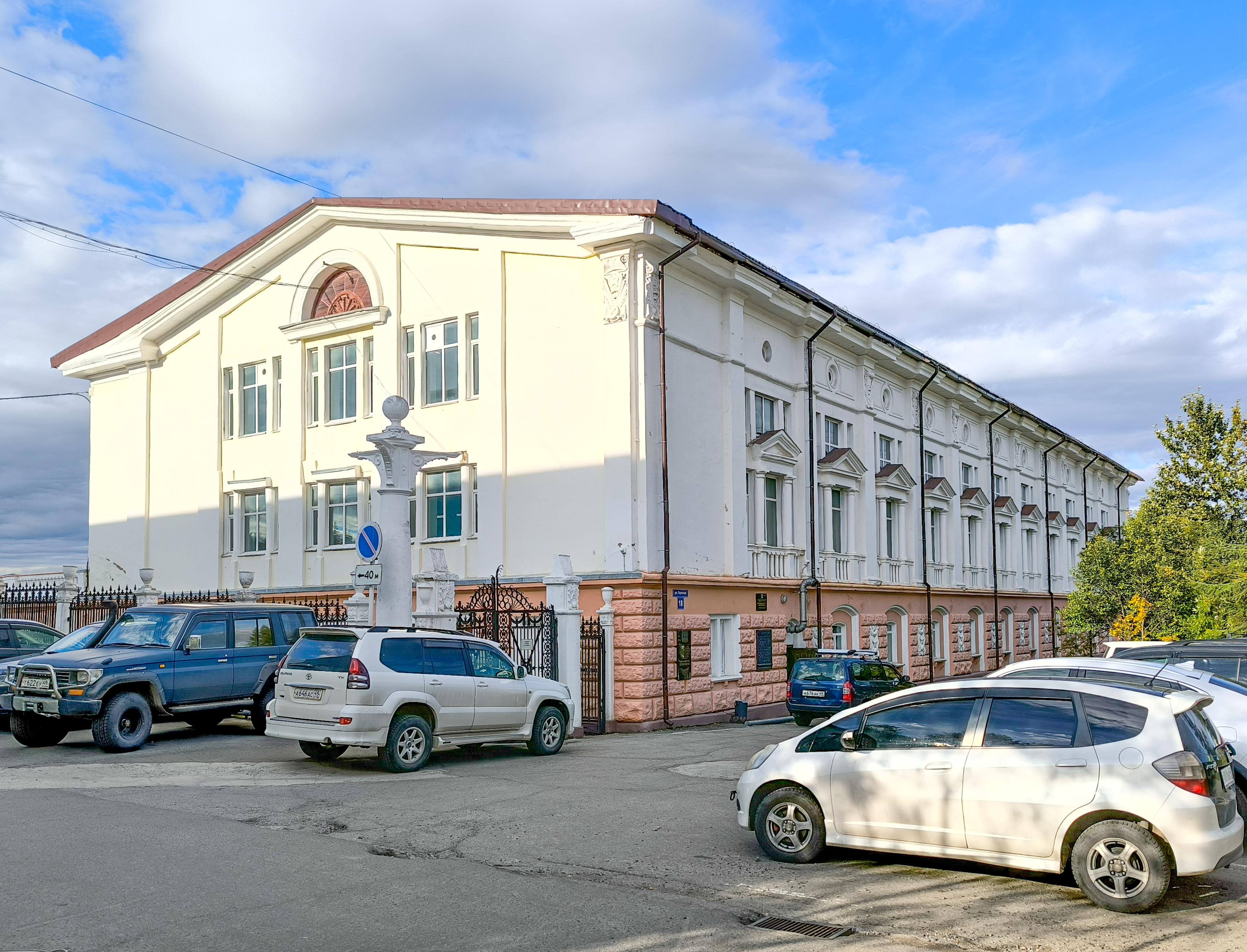
Магаданский Дворец спорта
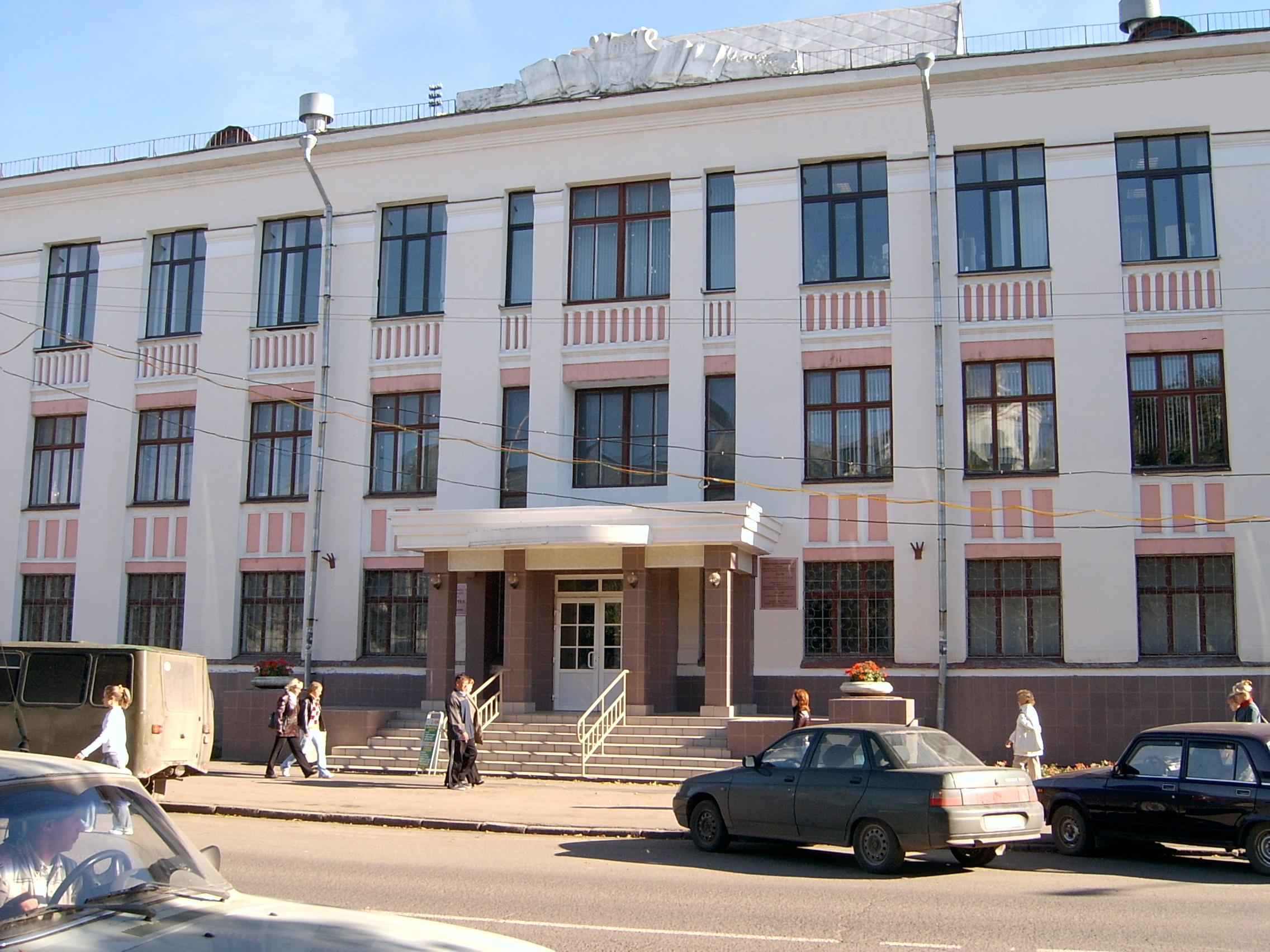
Вологодская областная библиотека

## Семья
- Жена — Александра Елисеевна Машинская (урождённая Марголина, 1906—2012) — научный сотрудник Библиотеки имени Ленина[7].
  - Сын — Виктор Александрович Машинский (1928—2015) — архитектор, художник-график[7].
    - Внучка — Ирина Викторовна Машинская (род. 1958) — поэт, эссеист[7].

  - Дочь — Наталья Александровна Влэдуц-Стоколова (урождённая Машинская, 1932—1989) — химик, специалист по информатике[7].